# Busan–Geoje Bridge
Busan–Geoje Fixed Link nebo Geoga Bridge (korejsky: 거가 대교)  je 8,2 km dlouhé silniční spojení systémem mostů a tunelů mezi městem Pusan a ostrovem Kodžedo v Jižní Koreji. Silniční spojení bylo otevřeno 13. prosince 2010 a zkrátilo vzdálenost mezi ostrovem a pevninou o 60 km. Výstavba trvala šest let. Toto spojení nese označení státní silnice NR 58, které má dvě jednosměrné vozovky se dvěma jízdními pruhy.

## Projekt
Silniční spojení bylo postaveno rámci spolupráce veřejného a soukromého sektoru. Konsorcium sedmi korejských dodavatelů bude po čtyřicet let spravovat dokončený most (smlouva zahrnuje financování, projektování, výstavbu a provoz). Náklady na projekt (dosáhly 2,23 biliónů KRW) mají být navráceny z mýtného po dobu trvání smlouvy. Vedoucí postavení v konsorciu má Daewoo Engineering & Construction, Co.
Dalšími firmami projektu jsou COWI A / S (Dánsko), Halcrow Group (Velká Británie), Tunnel Engineering Consultants (Nizozemsko), Pihl and Son (Dánsko), Arcadis USA (USA) a Ben C. Gerwick (USA).

## Silnice

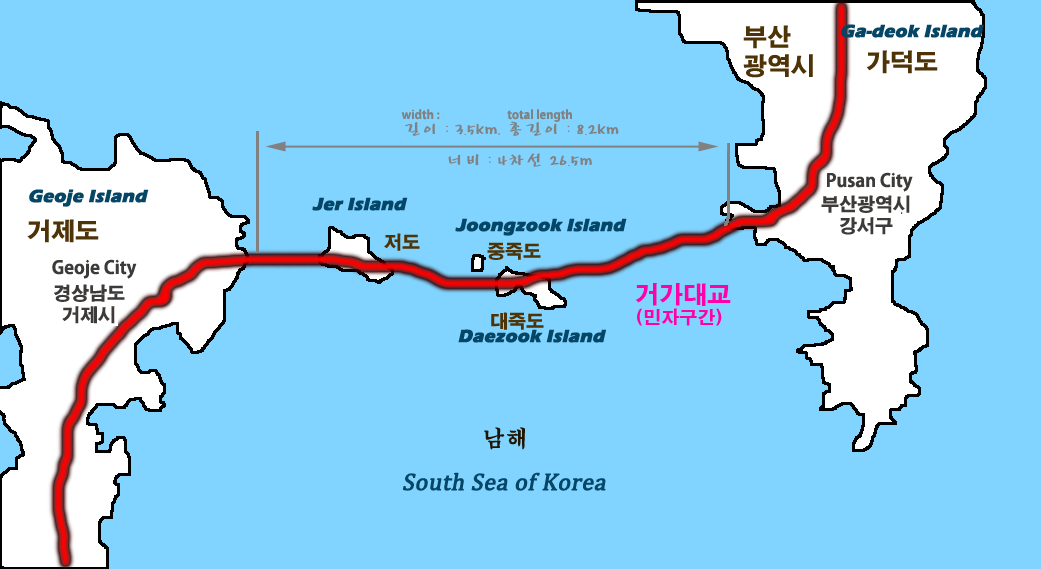
Mapa spojení Pusan–Kodžedo

Vybudovaný systém spojuje přístavní město Pusan s atraktivní turistickou oblastí ostrova Kodžedo. Nahrazuje původní 210 minutové (140 km) silniční spojení přes most na západní straně ostrova nebo 120 minutovou plavbu trajektem. Nová silnice zkracuje spojení na 50 minut a má ušetřit až 300 miliónů dolarů ročně na přepravních nákladech.
Silniční spojení začíná mostním spojením na ostrově Kodžedo přes tři ostrůvky Jeo, Jungjuk a Daejuk a končí podmořským tunelem na ostrově Gaduk, který je propojen s pevninou. Na ostrovech Jungjuk a Daejuk je 350 m dlouhý dvojtubusový tunel.

## Tunel
Mezi ostrovy Gaduk a Daejuk je první plavený (potopený) betonový tunel dlouhý 3,7 km v Jižní Koreji. Je sestaven z 18 prefabrikovaných betonových segmentů se dvěma prostory jízdní vozovky a mezi nimi (střed) úniková štola, které byly postupně potápěny do připravené rýhy až do hloubky 50 m. Jednotlivé segmenty byly připravovány v Ajungu dánskou firmou COWI A / S. Na ploše 29 ha se odlévalo najednou až pět dílů, dlouhých 180 m, které se betonovaly po 22,5 m dlouhých segmentech. Celková spotřeba na jeden díl činila 2200 m³ betonu. Šířka byla 26,5 m a výška 10 m, délka 180 m. Hotové díly byly na obou koncích uzavřeny ocelovou přepážkou a pomocí remorkérů taženy na vzdálenost 36 km na místo určení. To se mohlo uskutečnit jen v zimním období, kdy nehrozilo nebezpečí tajfunů a vysokých vln. Dno, na které byl tunel položen, bylo zhutněno cementem. Rýha byla 30 m široká, 12,5 m hluboká, štěrkové lůžko 1,5 m silné. Prvních šest segmentů bylo zatopeno a uloženo do štěrkového lože na konci roku 2008 a v květnu 2009 dalších šest. Poslední byly položeny v roce 2010. Na obou stranách tunelu jsou nájezdové odkryté portály 270 m dlouhé spojující tunel s mostem a ostrovem Gaduk. Uvedením do provozu je to nejhlubší silniční betonový tunel na světě

## Most se dvěma pylony
Celková délka přemostění je 1,87 km mezi Jungjuk a Jeo. Výjezdem z tunelu silnice prochází tunely a vjíždí na příjezdové mosty 613 m s osmi polí a na zavěšené mosty se dvěma lanovými pylony vysokými 156 m. Hlavní (středové) pole je 475 m dlouhé, boční mají délku 223 m a pokračuje mostem o čtyřech polích v délce 333 m.

## Most se třemi pylony
Na ostrově Jeo je opět krátký tunel. Spojeni s ostrovem Kodžedo má délku 1,65 km. Z ostrůvku Jeo se vjíždí na předmostí, ze kterého se vjíždí na zavěšené mosty s třemi lanovými pylony o celkové délce 676 m. Boční mosty jsou 106 m dlouhé, středové jsou 230 m dlouhé. Pylony jsou vysoké 102 m.  Předmostí na obou stranách má celkově 12 polí s rozpětím 90 m.